# Рурская триеннале
Рурская триеннале (нем. Ruhrtriennale) — ежегодный фестиваль музыки и искусств, который проходит с середины августа до середины октября в Германии. Фестиваль был основан в 2002 году Жераром Мортье, импресарио, бывшим художественным руководителем Зальцбургского фестиваля, будущим интендантом Парижской оперы, при поддержке правительства Северного Рейна-Вестфалии. По замыслу создателей, фестиваль проходит циклами по три года, каждый раз меняя тему и художественного руководителя.

Жерар Мортье:
«— Мне удалось создать новые театральные пространства. Удивительные! Мне хотелось выйти за пределы привычных театральных строений и заново передумать всю проблему театрального пространства. В Руре есть помещения, которые оказались, может быть, красивее многих собственно театральных залов. Мне не хотелось никогда играть в специально зачерненном зале, я мечтал о греческом театре, освещенном ярким солнцем, театре, на который может обрушиваться настоящая гроза. Еще мне хотелось привлечь самую широкую публику».
Главная особенность фестиваля — это создание (Kreation) междисциплинарных постановок, объединяющих живопись, поп-музыку, джаз и концертную музыку. Еще один элемент — концертная серия Century of Song, посвященная искусству написания песен. Рурская триеннале проходит в заброшенных индустриальных локациях Рурского региона, которые трансформируются в пространства для музыки, театра, литературы, танца, перформанса и инсталляции. Главное помещение фестиваля — бохумский зал «Ярхундертхалле», в прошлом — электростанция начала XX века. Также фестиваль проходит в бывшей угольной шахте «Цольферайн» в Эссене, в «Ландшафтном парке Дуйсбург-Норд», бывшей шахте «Цвекель» в Гладбекке и других местах.

### Участники

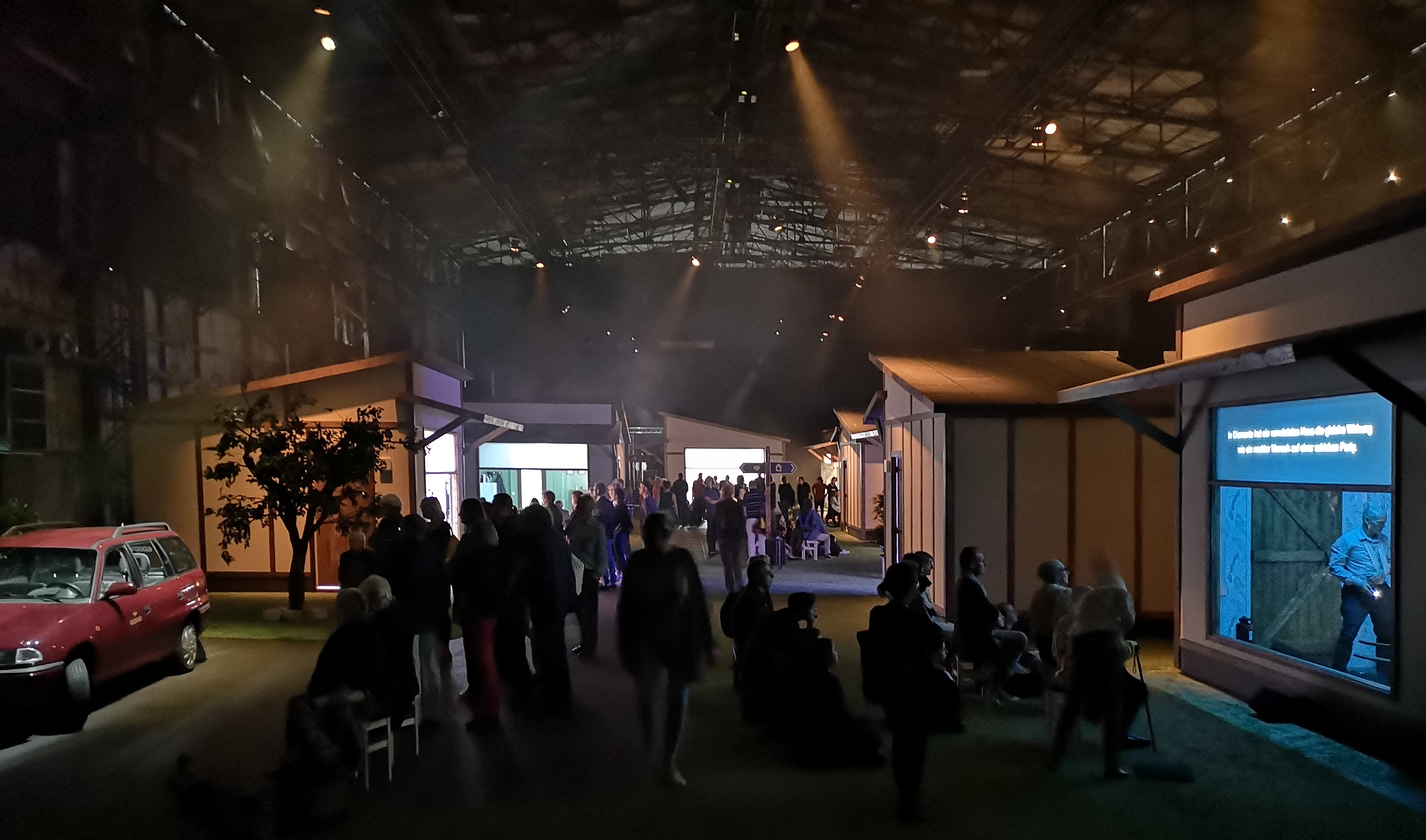
Ruhrtriennale 2018. Diamante.

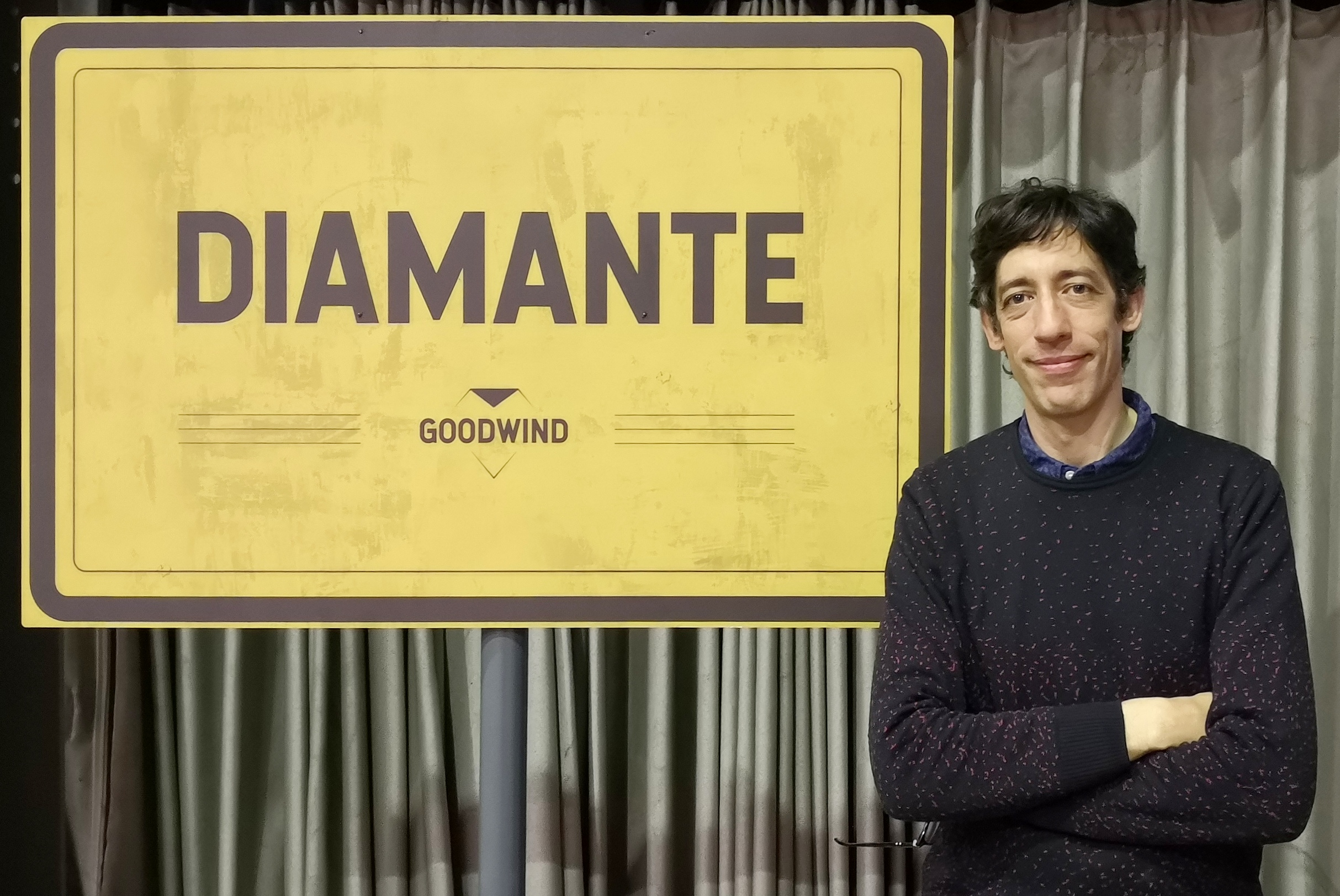
Mariano Pensotti

В разные годы в фестивале принимали участие Ариана Мнушкина, Питер Брук, Вилл Виола, Патрис Шеро, Илья Кабаков, Питер Селларс, Кристиан Болтански, Билл Фрайзелл, Патти Смит, Элвис Костелло, Акрам Хан, Чечилия Бартолли, Томс Хэмпсон и другие.

## Циклы и художественные руководители
- 2002—2005 — Жерар Мортье
- 2005—2007 — Юрген Флимм. Он выбрал темой отношения между индустриализацией и искусствами, сфокусировавшись на лучших периодах романтической эпохи, барокко и Средневековья. Центральным произведением стала постановка Берндтом Элуа оперы Циммермана Die Soldaten.
- 2009—2011 — Вилли Дэккер. Центральная тема — Urmomente, примитивные моменты, отношения между креативностью и религией. В фокусе оказались лучшие годы еврейской, исламской и буддистской культуры.
- 2012—2014 — Хайнер Геббельс.
- 2015—2017 — Йохан Симонс. Главная тема — Seid umschlungen (объятия) из Ode to Joy (Ода к радости) Шиллера, как жест социального, политического и географического охвата.
- 2018—2020 — Стефани Карп. Главный режиссер — Кристоф Марталер.
- 2021—2023  — Барбара Фрей.
- 2024—2026 — Иво ван Хове[2].

## Интересные факты
Фильм «Манифесто» с Кейт Бланшетт был создан специально для Рурской триеннале.
Йохан Симонс:
Я считаю, что Рихард Вагнер написал свое «Кольцо нибелунга» именно для Рурской области. Взять хотя бы «Золото Рейна»: Рейн — это горизонтальная линия, золото — вертикальная. Уголь в Рурской области называют «черным золотом». Рейн протекает неподалеку. Вотан — это новый капиталист. Вагнер, как известно, был очень дружен с Михаилом Бакуниным, когда начинал работу над «Кольцом». Одновременно Маркс начал писать свой «Манифест Коммунистической партии». Опера Вагнера — это часть разворачивавшегося тогда широкого фронта критики раннекапиталистического общества. Так что все очень подходит к Рурской области.